# Zenón Rolón

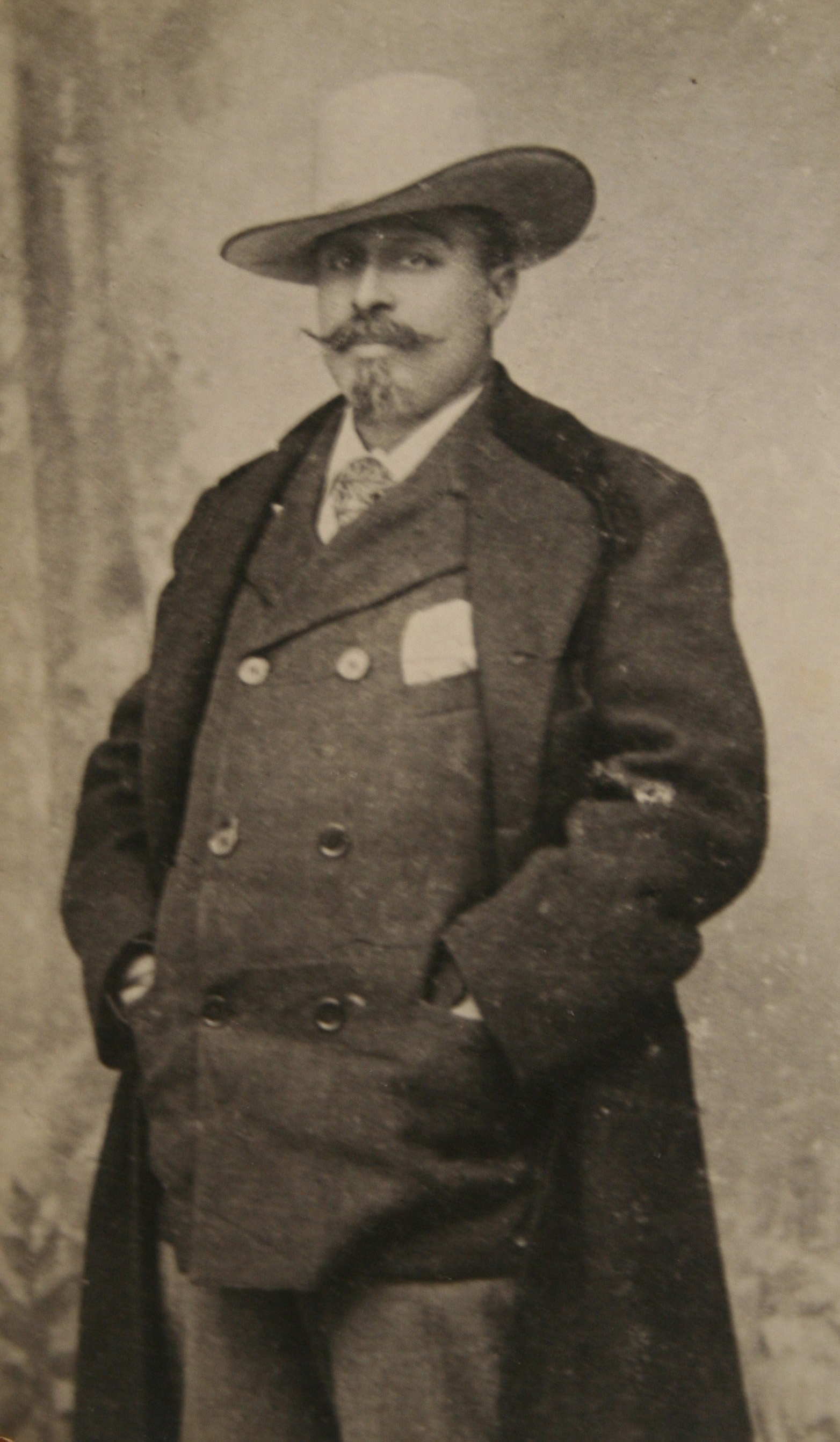
Zenón Rolón

Zenón Rolón (25 de junho de 1856 — 13 de maio de 1902) foi um compositor e músico argentino. Nascido em Buenos Aires, compôs aproximadamente 80 obras incluindo óperas, zarzuelas e canções litúrgicas. Rolón também fundou uma editora de música que publicou numerosas obras de compositores argentinos contemporâneos. Muitos de seus manuscritos são agora mantidos pelo Instituto Nacional de Estudos de Teatro, em Buenos Aires, e pelo Museu de História de Morón, a cidade onde faleceu aos 45 anos.

## Biografia

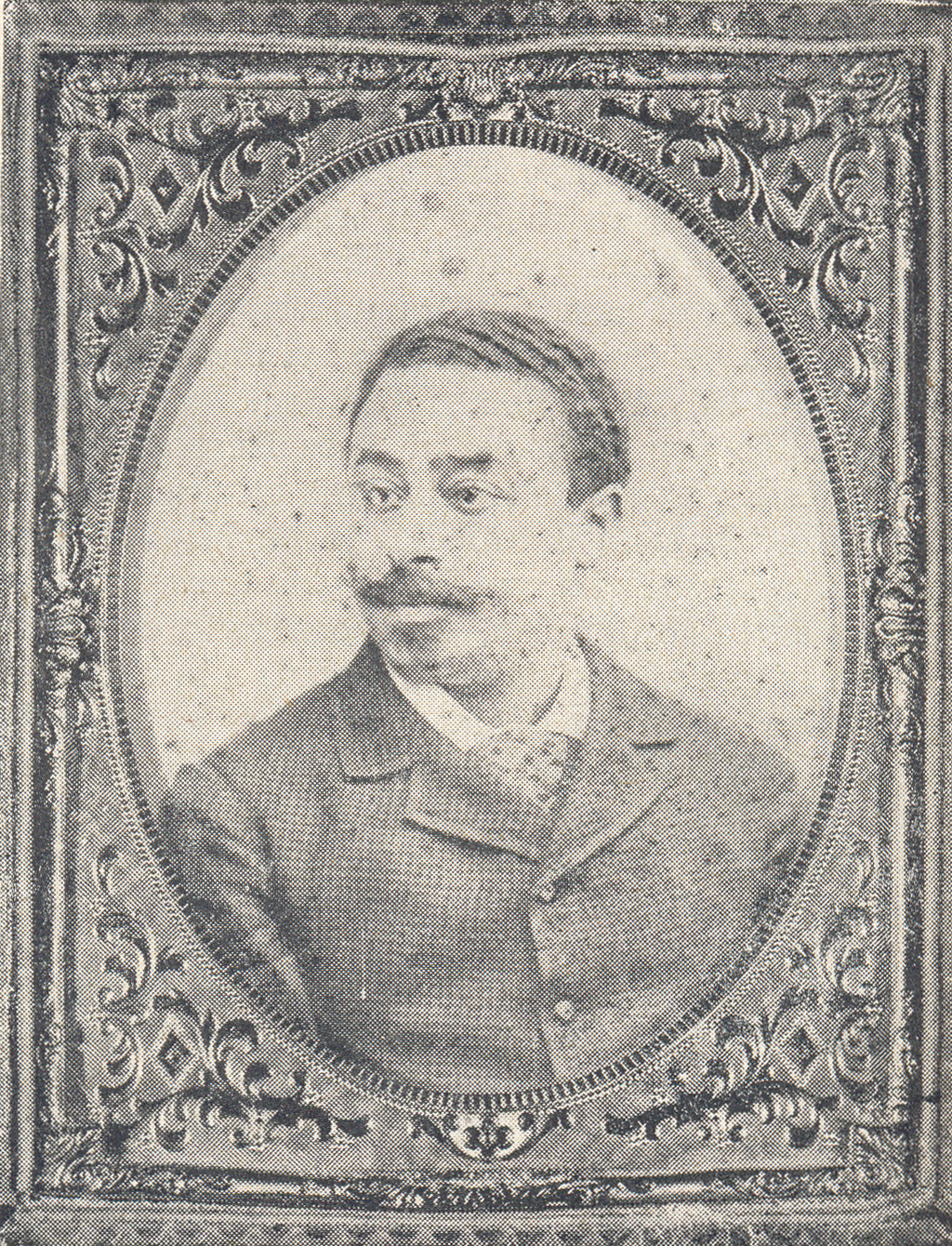
Zenón Rolón

Rolón em Buenos Aires em uma família afro-argentina e estudou música pela primeira vez em sua cidade natal com Alfredo Quiroga, um colega afro-argentino e organista da Iglesia de la Merced (Igreja de Nossa Senhora das Mercês). Em 1873, quando tinha somente 17 anos, foi para Florença para aprofundar seus estudos e permaneceu lá até 1879. Em 1877 ele escreveu Dos palabras a mis hermanos de casta (Duas palavras a meus irmãos de casta), um panfleto político sobre o papel dos afro-argentinos na sociedade argentina em geral. Quando foi publicado no jornal afro-argentino La Juventud de Buenos Aires foi severamente criticado, mas a opinião mudou a seu favor quando voltou da Itália. De volta a Buenos Aires, ele continuou a estudar música, desta vez com o tenor italiano Basilio Basili, e compôs uma marcha fúnebre em homenagem a José de San Martín (o herói nacional da Argentina). O próprio Rolón conduziu sua estreia quando os restos mortais de San Martín foram repatriados para a Argentina em 1880.
Rolón se casou com María Quiroga, a irmã de seu primeiro professor, e teve duas crianças, Dafne e Cloe (em homenagem ao romance grego Dáfnis e Cloé). Nesse meio tempo, sua carreira musical começou a prosperar. Além de sua composição, também realizou concertos regulares no Jardim Florida e no Hotel La Delicia de Adrogué em Buenos Aires (começando em 1880 e continuando até 1900). Em 1881, fundou uma editora de música, Rolón y Oca, onde publicou muitas obras de compositores argentinos contemporâneos, e em 1885 fundou um clube social para afro-argentinos. Dois anos depois, foi nomeado Professor de Música pelo Conselho Nacional de Educação. Entre seus estudantes estavam Justin Clérice, Antonio Restano, Prudencio R. DenÍs, e Enrique García Velloso.
Rolón compôs aproximadamente 80 obras durante sua vida, incluindo Symphony (1879), as operetas Le Château du Pic Tordu (1885), El castillo hechizado (1887) e Strattagemma di Nannetta (1887); as óperas Fides (data desconhecida) e Solané (1899); as zarzuelas Chin Yonk (1895), El ensayo de una ópera criolla (1899), e Una broma improvisada (1900); e as cantatas Stella d'Italia (1891) e Adiós a la Virgen (1900). Também compôs numerosas valsas, polcas, marchas e bacarolas (várias das quais foram publicadas em Florença durante sua estadia lá). Sua música sacra incluía hinos, música para a Semana Santa (1893), Missa de Nossa Senhora do Carmo (1901 ou 1902) e um Kyrie para três vozes (1902), que foi provavelmente sua última composição.
Rolón faleceu em Morón, Buenos Aires, no dia 13 de maio de 1902, pouco antes do seu quadragésimo sexto aniversário e foi enterrado no Cemitério da Recoleta em Buenos Aires. Muitos de seus manuscritos foram posteriormente doados por seus filhos ao Museo de História de Morón. Há também algumas de suas obras no Instituto Nacional de Estudos de Teatro, em Buenos Aires.